# Arcipelago del Sulcis
L'arcipelago del Sulcis (in sardo Arcipelagu de su Sulcis, in tabarchino Arçipélago del Sülcis), o sulcitano, si trova a poca distanza dalle coste sudoccidentali della Sardegna, nella provincia del Sud Sardegna. 

## Geografia fisica
Fanno parte dell'arcipelago due isole principali: l'isola di Sant'Antioco (108 km²) e l'isola di San Pietro (51 km²). Appartengono all'arcipelago anche alcuni isolotti minori dei quali l'unico abitato è l'isola Piana (0,2 km²). Altri isolotti sono l'isola del Toro, l'isola della Vacca, l'isolotto del Vitello, l'isola del Corno e l'isola dei Ratti.

## Geografia antropica
Nell'arcipelago sono presenti i comuni di Carloforte, Calasetta e Sant'Antioco. Nei primi due centri abitati si parla il tabarchino una variante antica del ligure e nell'altro centro abitato si parla il sardo campidanese.

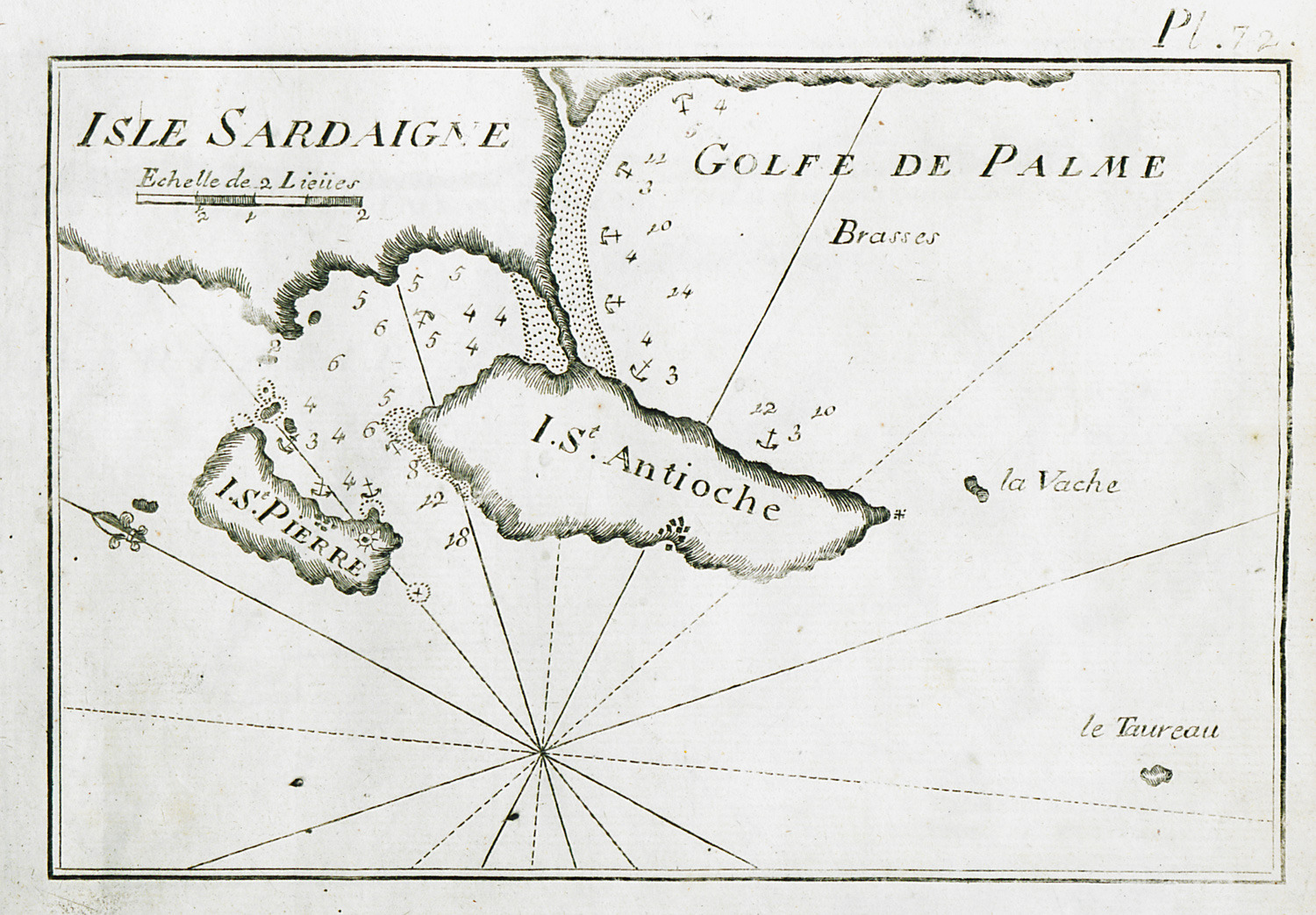
Carta geografica francese del 1804

I tabarchini sono una comunità pegliese che si era trasferita nel sec. XVI sull'isola di Tabarca nell'attuale Tunisia e poi, nel 1738 e nel 1770 era passata appunto nell'arcipelago del Sulcis negli attuali comuni di Carloforte e Calasetta. Il terzo centro dell'arcipelago, nonché quello più popoloso (conta quasi 12 000 abitanti), è Sant'Antioco, fondato nel XVIII secolo laddove sorgeva l'antica città fenicia e romana di Solki.
Attualmente le tonnare in attività sono quelle di Carloforte e Portoscuso e una terza è a Portopaglia, sempre nell'arcipelago del Sulcis. La prima si trova di fronte all'isola Piana, la seconda nelle vicinanze dell'isola dei Meli e l'ultima di fronte alla spiaggia di Portopaglia.

## Isole dell'arcipelago
- Isola di Sant'Antioco
- Isola di San Pietro
- Isola Piana
- Isola la Vacca
- Isola del Corno
- Isola del Toro
- Isolotto del Vitello
- Isola dei Ratti

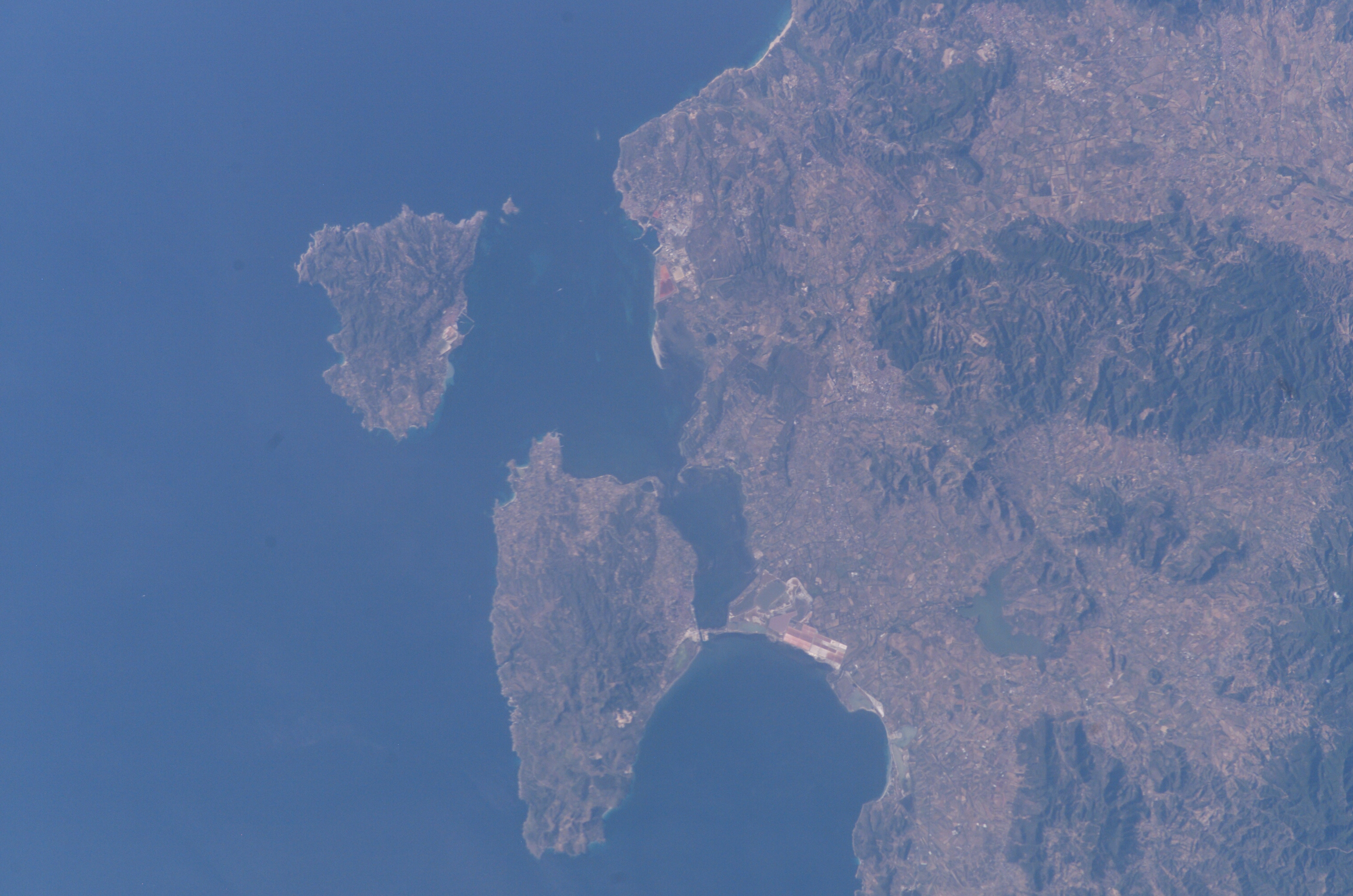
Vista satellitare dell'arcipelago

- Isola dei Meli (detta Su Scogliu Mannu)
- Scoglio Mangiabarche
- Isola Manna (Sant'Antioco)
- Isola de sa Scruidda
- Isola di Stea

## Comuni dell'arcipelago
- Carloforte
- Calasetta
- Sant'Antioco